# Dichotomyctere sabahensis
Dichotomyctere sabahensis es una especie de pez actinopeterigio de agua dulce, de la familia de los tetraodóntidos. Es inofensivo para los humanos.

## Morfología
Con el cuerpo típico de los peces globo de agua dulce de su familia, la longitud máxima descrita fue de un macho de 10'8 cm.

## Distribución y hábitat
Se distribuye por ríos y lagos de islas de Indonesia. Habita aguas dulces y salobres tropicales, de comportamiento demersal.